# 2012年バドミントン日本代表
2012年バドミントン日本代表は、日本バドミントン協会によって選出された2012年の国際大会に派遣されるナショナルチーム。

## 2012年日本代表選手及びコーチ
※所属は2012年4月時点

### 日本代表選手

#### ナショナルチーム
| - 男子選手 - 田児賢一（NTT東日本） - 佐々木翔（トナミ運輸） - 上田拓馬（日本ユニシス） - 山田和司（日本ユニシス） - 武下利一（トナミ運輸） - 和田周（日本体育大学） - 桃田賢斗（福島県立富岡高等学校） - 平田典靖（トナミ運輸） - 橋本博且（トナミ運輸） - 佐藤翔治（NTT東日本） - 川前直樹（NTT東日本） - 早川賢一（日本ユニシス） - 遠藤大由（日本ユニシス） - 廣部好輝（日本ユニシス） - 数野健太（日本ユニシス） - 池田信太郎（日本ユニシス） | - 女子選手 - 廣瀬栄理子（パナソニック） - 佐藤冴香（日本体育大学） - 今別府香里（パナソニック） - 後藤愛（NTT東日本） - 奥原希望（埼玉県立大宮東高等学校） - 三谷美菜津（NTT東日本） - 末綱聡子（ルネサス セミコンダクタ九州・山口） - 前田美順（ルネサス セミコンダクタ九州・山口） - 藤井瑞希（ルネサス セミコンダクタ九州・山口） - 垣岩令佳（ルネサス セミコンダクタ九州・山口） - 松尾静香（パナソニック） - 内藤真実（パナソニック） - 髙橋礼華（日本ユニシス） - 松友美佐紀（日本ユニシス） - 潮田玲子（日本ユニシス） |

#### ナショナルバックアップチーム
| - 男子選手 - 坂井一将（日本ユニシス） - 銭谷翔（トナミ運輸） - 竹内宏気（NTT東日本） - 渡邊達哉（日本体育大学） - 斎藤太一（早稲田大学） - 古賀輝（早稲田大学） - 井上拓斗（埼玉栄高等学校） - 金子祐樹（埼玉栄高等学校） - 佐伯祐行（日本ユニシス） - 垰畑亮太（日本ユニシス） - 園田啓悟（トナミ運輸） - 嘉村健士（トナミ運輸） - 星野翔平（日本体育大学） - 小林晃（日本体育大学） | - 女子選手 - 栗原文音（日本ユニシス） - 打田しづか（日本ユニシス） - 橋本由衣（NTT東日本） - 髙橋沙也加（パナソニック） - 玉木絵里子（早稲田大学） - 福島由紀（ルネサス セミコンダクタ九州・山口） - 大堀彩（福島県立富岡高等学校） - 山口茜（勝山市立勝山南部中学校） - 三木佑里子（パナソニック） - 米元小春（パナソニック） - 福万尚子（パナソニック） - 與猶くるみ（パナソニック） - 久後あすみ（ルネサス セミコンダクタ九州・山口） - 横山めぐみ（ルネサス セミコンダクタ九州・山口） |

### コーチ

#### ナショナルヘッドコーチ
- 朴柱奉（日本バドミントン協会）

#### ナショナルチームコーチ
- 中島慶（パナソニック）
- リオニー・マイナキー（日本ユニシス）
- 米倉加奈子（ダイドードリンコ）
- 舛田圭太（トナミ運輸）

#### ナショナルバックアップチームコーチ
- 神谷ジャーミン（ヨネックス）
- 大堀均（福島県立富岡高等学校教員）
- 山田秀樹（ユニアデックス）
- 木下政彦（パナソニック）
- 中西洋介（日本ユニシス）
- 大束忠司（日本体育大学教員）